# BG/BORG Graz Liebenau
Das BG/BRG/BORG Graz-Liebenau (HIB) ist ein Gymnasium mit Schwerpunkt Fremdsprachen, ein Sportrealgymnasium und ein Oberstufenrealgymnasium unter besonderer Berücksichtigung der sportlichen Ausbildung (polysportive, sowie Ballsportklasse), mit angeschlossenem Internat (HIB Liebenau, Höhere Internatsschule des Bundes). Sie befindet sich in Liebenau, dem 7. Bezirk von Graz.

## Schloss Liebenau
Das ehemalige Schloss Liebenau wurde erstmals 1164 urkundlich erwähnt und in der 2. Hälfte des 16. Jahrhunderts zu einem Renaissanceschloss umgebaut. Bis zur Mitte des 17. Jahrhunderts trug es die Bezeichnung „Vatersdorf“. Das alte Schloss wurde schließlich 1852 abgerissen und in den beiden Folgejahren nach den Plänen des Architekten Carl Ohmeyer neu errichtet. Vom alten Bau blieb lediglich die Toranlage erhalten.

## Geschichte

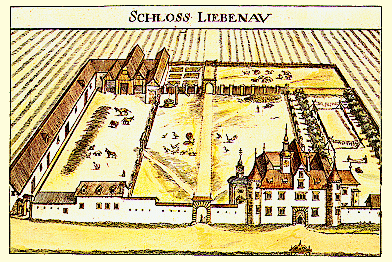
Schloss Liebenau, ~18. Jh.

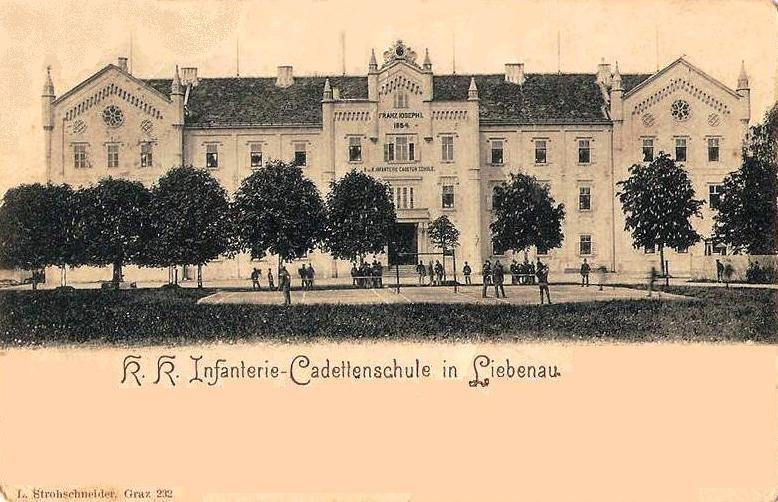
Kadettenschule, ~1900.

Unter der Regentschaft Kaiser Franz Josephs I. wurde 1854 am Gelände des Schlosses Liebenau eine k.u.k. Kadettenausbildungsanstalt eingerichtet.
1919 wurde die Institution vom Schulreformer Otto Glöckel zur Bundeserziehungsanstalt (BEA) umgestaltet. Diese Internatsschulen, von denen es in Österreich nur eine Handvoll gab, ermöglichten begabten Schülern unabhängig von finanziellen Verhältnissen der Eltern oder von vor Ort bestehenden Möglichkeiten den Besuch eines erstklassigen Gymnasiums und Internates.
Nach einer Unterbrechung von 1935 bis 1938 Militärmittelschule, von April bis August 1938 Wehrmachtsoberschule, von Oktober 1938 bis 1940 Oberschule des Hauses Liebenau des großen Militärwaisenhauses Potsdam, wurde die Schule 1947 wieder als BEA weitergeführt, bis die Bundeserziehungsanstalten Ende der 1970er Jahre in Höhere Internatsschulen des Bundes (HIB) umbenannt wurden.
Bis in die späten 1960er Jahre hinein verfügte die Schule über eines von nur zwei Grazer Hallenbädern.

## Infrastruktur und Bildungsangebot
Die Schule bietet derzeit einen neusprachlichen Zweig (5.–12. Schulstufe), einen Sprachenzweig (5.–12. Schulstufe) und einen Sport- und Ballsportzweig (9.–12. Schulstufe) an.
- Der neusprachliche Zweig: Englisch in der 1. Klasse ab der 3. Klasse Latein und ab der 5. Klasse alternativ Französisch oder Russisch.
- Der Sprachenzweig mit vier obligatorischen Fremdsprachen: Englisch in der 1., Französisch ab der 2. und Latein ab der 3. Klasse und ab der 5. Klasse alternativ Spanisch oder Russisch.
- Der sportrealgymnasiale Zweig (ab der 5. Schulstufe) richtet sich an die Zielgruppe der bewegungs- und experimentierfreudigen Kinder, die sich aber noch in keiner Sportart spezialisieren möchten. Im Schwerpunktfach Bewegung & Sport soll Freude an der Bewegung vermittelt werden, sollen vielfältige Bewegungserfahrungen gesammelt und die Teamfähigkeit gefördert, sollen erste Wettkampferfahrungen gewonnen werden.
- Der polysportive Zweig (ab der 9. Schulstufe) bietet eine vielseitige sportliche Ausbildung. Diese wird durch Zusatzausbildungen wie FIT-Instructor der BSPA Graz, Retterschein und Massagekurs ergänzt.
- Der Ballsportzweig, in dem Schüler aus den Sportarten Fußball, Handball und Volleyball zusammengefasst sind, hat bereits zahlreiche Karrieren im Profisport hervorgebracht. In diesem Zweig gibt es enge Kooperationen mit der Fußballakademie Steiermark – SK Sturm Graz, der Steirischen Handballakademie und der Volleyballakademie Graz.
- Seit 2019 bestehen auch Kooperationen mit dem Golfleistungszentrum Graz und der Eishockey Akademie Steiermark.
- Der Campus: Die HIB Liebenau ist mit rund 11 Hektar eine der flächenmäßig größten Schulen Österreichs. Auf dem Gelände befinden sich ein historisches und ein in den 1970ern angebautes Schulgebäude (Sonderklassentrakt), drei Internatsgebäude, ein Turnsaaltrakt mit Schwimmbad und mehrere Sportplätze, sowie Tennis-, Beachvolleyball- und Beachsoccerplätze. Seit 2014 steht mit der „Blue Box“ eine der modernsten Dreifach-Sporthallen Österreichs am Campus der HIB Liebenau.
- Der 1959 von Maria Fürntratt gegründete und unter ihrer Leitung stehende Schulchor (hib.art.chor) zählt rund 120 Sänger zwischen sechs und zwanzig Jahren zu seinen Mitgliedern und tritt auch international sehr erfolgreich auf.[3]

## Sprach- und Sportausflüge
In der HIB Liebenau werden zur Sprachförderung und um sportliche Aktivitäten zu unterstützen, während der regulären Unterrichtszeiten verschiedene Austauschangebote, Sprachreisen und Sportwochen angeboten.
- In der zweiten und dritten Klasse (entspricht 6. und 7. Schulstufe) sowie für die Sportklassen in der fünften und sechsten Klasse (entspricht 9. und 10. Schulstufe) findet eine Wintersportwoche statt. Diese wird von den Sportlehrern organisiert.
- In der vierten Klasse (entspricht 8. Schulstufe) findet für die Klassen ohne besonderen Schwerpunkt eine Wienwoche – von den Klassenvorständen organisiert – statt. Sprachschwerpunktklassen verbringen eine Woche mit Englischlehrern und Klassenvorständen in Irland bei Gastfamilien.
- Für die sechste Klasse (entspricht 10. Schulstufe) ist ein Frankreichaustausch geplant, an der die Sprachklassen teilnehmen. Die Klassen ohne besonderen Schwerpunkt verbringen zwei Wochen bei Gastfamilien in England.
- Nach Spanien oder nach Russland verschlägt es Schüler der Sprachklassen für eine Sprachreise oder einen Austausch in der siebenten Klasse (entspricht 11. Schulstufe). Sportklassenschüler verbringen einige Zeit in Irland oder England, und alle anderen Klassen nehmen an einer Sprachreise nach St. Petersburg oder Frankreich teil.
- Für Schülerinnen, die den Chinesisch-Unterricht besuchen, besteht die Möglichkeit, an einem Sprach- und Kulturaustausch mit einer Partnerschule in Peking teilzunehmen.